# IC 1971
IC 1971 ist eine Spiralgalaxie vom Hubble-Typ Sa im Sternbild Horologium am Südsternhimmel. Sie ist schätzungsweise 520 Millionen Lichtjahre von der Milchstraße entfernt und hat einen Durchmesser von etwa 105.000 Lj. 

Im selben Himmelsareal befinden sich u. a. die Galaxien IC 1957, IC 1964, IC 1972, IC 1973.
Das Objekt wurde am 14. Oktober 1898 von DeLisle Stewart entdeckt.